# Catedral de San Tadeo y Bartolomé
La catedral de San Tadeo y Bartolomé (en azerí: Surp Tadevos-Barduğimeos Erməni Kilsəsi; en armenio: Սուրբ Թադևոս-Բարդուղիմեոս Մայր Տաճար) también conocida como la catedral Budagovski era una iglesia apostólica armenia en la ciudad de Bakú, en la actual Azerbaiyán, fue construida en 1910 y consagrada en 1911. Se encuentra en la calle Bondarnaya - Dmitrova (hoy en día conocida como calle Shamsi Badalbeyli).
La construcción comenzó el 2 de agosto de 1907 y terminó 3 años después. El arquitecto encargado de la iglesia fue Hovhannes Katchaznouni.
Como parte de la política de destrucción de edificios religiosos del gobierno de la Unión Soviética, la catedral de San Tadeo y Bartolomé de Bakú fue demolida en 1930, para ser reemplazada con el edificio de la Academia de Música de Bakú.